# Ну всё, я пошёл
«Ну всё, я пошёл — Моё путешествие по Пути Святого Иакова» — книга немецкого сатирика и артиста эстрады Хапе Керкелинга, опубликованная в 2006 году. Книга написана от первого лица в жанре путевого дневника.
Керкелинг описывает своё паломническое путешествие в испанский город Сантьяго-де-Компостела в 2001 году. На это путешествие Керкелинга подтолкнули проблемы со здоровьем, а также книга актрисы Ширли Маклейн «Путь Святого Иакова: спиритуальное путешествие», в которой она рассказывает о своих многочисленных реинкарнациях и душевных переживаниях на Пути.
Керкелинг выбрал Дорогу французских королей и испытал на себе все тяготы паломничества: душевные и физические. Во время путешествия Керкелинг в первую очередь лучше узнает самого себя. Человек нерелигиозный, своё вероисповедание он сам определяет как «буддист с христианским хребтом». В легком, шутливом, но одновременно глубоком тоне говорит он о своем отношении к жизни, своих переживаниях на Пути. В дороге он знакомится с другими паломниками и ярко описывает свои встречи и впечатления. Его притягивают не верные традициям католики, а «обыкновенные» люди, которые решились на это путешествие не из сугубо религиозных соображений.
Хапе Керкелинг свободно владеет итальянским, французским, английским, нидерландским, испанским и немецким языками.
Всего было продано более четырёх миллионов экземпляров. Книга была переведена на голландский и английский языки. Права на съемку фильма приобрела немецкая телерадиокомпания ARD.
Считается, что книга оказала большое влияние на рост числа паломников из Германии на Пути Святого Иакова. В 2007 году, после выхода книги, их число возросло на 71 % по сравнению с 2006. Несмотря на то, что этот феномен не исследовался, существует мнение, что именно книга Керкелинга повлияла на столь стремительный рост, и потому этот прирост называют «эффектом Керкелинга».